# Командування ССО США «Європа»
Командування спеціальних операцій США «Європа» або Командування спеціальних операцій ЗС США в Європі (англ. Special Operations Command, Europe) (SOCEUR) — одне з командувань сил спеціальних операцій США і головний орган військового управління для усіх формувань спецоперацій у зоні відповідальності Європейського Командування Збройних сил США, котре здійснює безпосереднє керівництво і застосування основних компонентів сил спеціальних операцій, що входять до її складу.

## Призначення
Командування спеціальних операцій ЗС США в Європі відповідає за бойову готовність, всебічну підготовку та забезпечення, навчання, тренування усіх компонентів сил спеціальних операцій від армії, повітряних сил і флоту та планування спеціальних операцій у мирний час та особливий період самостійно або у взаємодії з іншими структурними підрозділами спеціального призначення країн-партнерів по НАТО на Європейському театрі дії.
Командування ССО США «Європа» підпорядковується командувачу Європейського командування ЗС США та Верховному головнокомандувачу об'єднаних збройних сил НАТО в Європі з питань підтримки визначеного компоненту сил спеціальних операцій у постійній бойовій готовності, навчанні, тренуванні та плануванні спільних та сумісних операцій з НАТО, зокрема за готовність до участі в контртерористичних операціях.
Командування веде свою історію від заснування 22 січня 1955 року в Парижі у Франції Командування операцій з підтримки у Європі, який у мирний час займався розробкою планів спеціальних операцій у разі вторгнення радянських військ до Західної Європи. 4 травня 1955 року командування перетворене на «Оперативну групу з підтримки операцій у Європі» (англ. Support Operations Task Force Europe (SOTFE).
9 січня 1967 року SOTFE передислокований з Парижу до Панцер-Казерн поблизу Штутгарта, а 1 вересня 1978 року його перекваліфікували на Оперативну групу спеціальних операцій у Європі (англ. Special Operations Task Force Europe (SOTFE) з підпорядкуванням Європейському командуванню ЗС США.
1 листопада 1983 року Командування отримало свою сучасну назву.